# Trichomycterus banneaui
Trichomycterus banneaui es una especie de peces de la familia Trichomycteridae en el orden de los Siluriformes.

## Distribución geográfica
Se encuentra en Colombia.